# Cerodontha attenuata
Cerodontha attenuata este o specie de muște din genul Cerodontha, familia Agromyzidae, descrisă de Spencer în anul 1986. Conform Catalogue of Life specia Cerodontha attenuata nu are subspecii cunoscute.